# Philoro
Philoro (Eigenschreibweise nur in Kleinbuchstaben philoro) ist ein 2011 gegründetes, bankenunabhängiges Edelmetall-Handelshaus und Produzent mit Firmensitz Wien.

## Historie

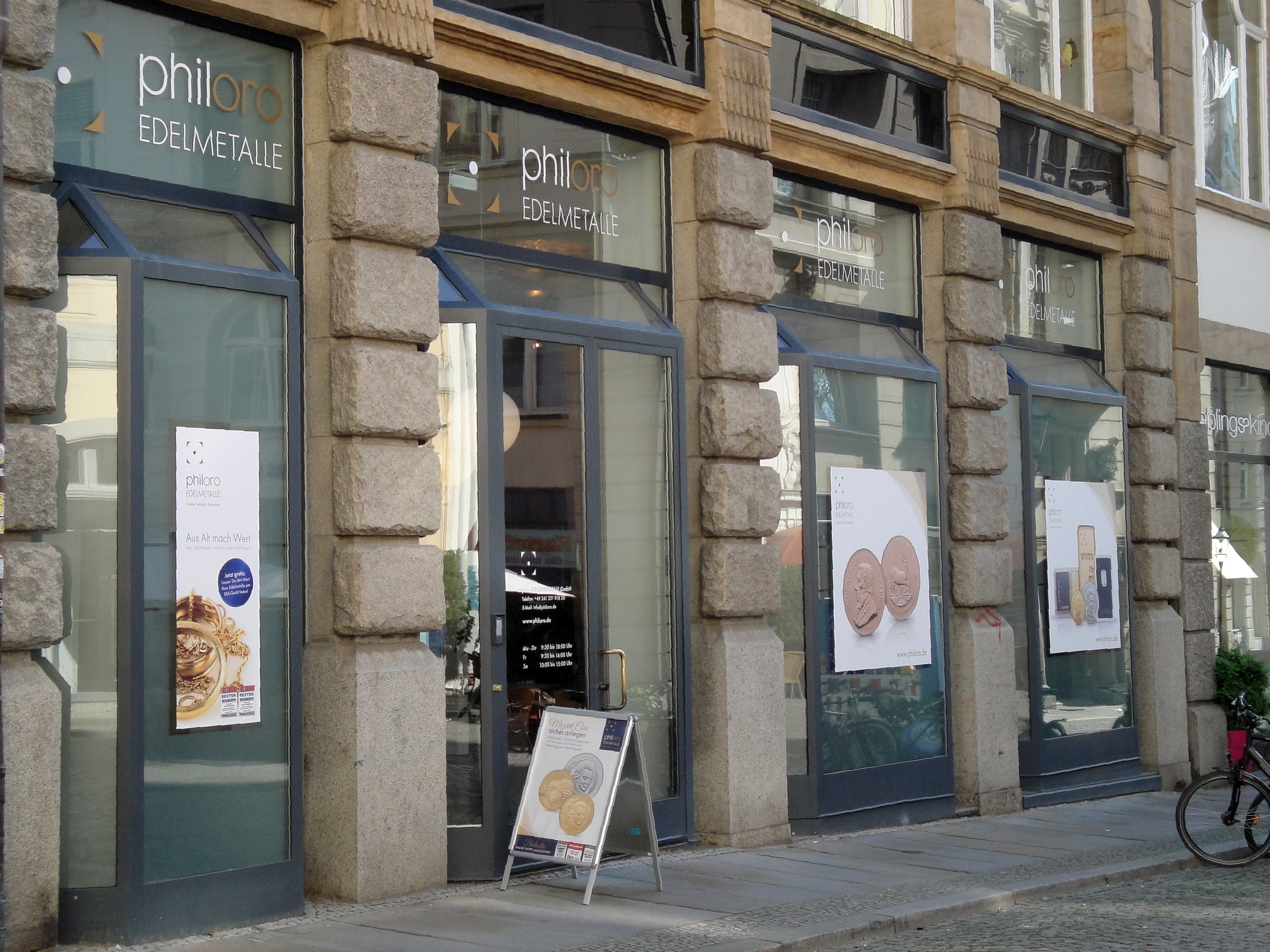
Filiale der Philoro Edelmetalle in Leipzig (2017)

Das Goldhandelshaus Philoro wurde im März 2011 von dem ursprünglich aus Leipzig stammenden Rudolf Brenner (* 1976) und dem gebürtigen Wiener René Brückler (* 1976) gegründet. Philoro ist eine freie Kombination des griechischen Wortes philos (Freund) und des italienischen Worts oro (Gold), welches übertragend „Freund des Goldes“ bedeutet.
2013 eröffnete das Unternehmen weitere Filialen in Salzburg und Leipzig. Seitdem kamen weitere Filialen hinzu, wodurch Philoro im deutschsprachigen Raum über 17 Standorte in Österreich, Deutschland, der Schweiz und Liechtenstein verfügt. Weitere Niederlassungen befinden sich in Hongkong und New York City. Darüber hinaus betreibt das Unternehmen einen eigenen Online-Shop, der laut Forbes unter anderem durch „überzeugende Preisaktualisierungen“ hervorsticht.
Im Geschäftsjahr 2019 erzielte das Unternehmen an elf Standorten Umsatzerlöse von über 400 Millionen Euro. Zusätzlich stieg Constantia Unternehmensbeteiligungen durch eine Kapitalerhöhung mit einem Anteil von 40 Prozent in das Unternehmen ein. Im Geschäftsjahr 2020 erwirtschaftete das Unternehmen einen Umsatz von über einer Milliarde Euro und 2021 konnten die Umsatzerlöse auf über 1,5 Milliarden Euro gesteigert werden.
Im Mai 2022 begann Philoro mit dem Bau einer Scheideanstalt zum Edelmetallrecycling im niederösterreichischen Korneuburg. Weiters wurde ein Hochsicherheitslager eingerichtet. Insgesamt wurden rund 60. Mio. Euro in den Standort investiert. Das Philoro-Goldwerk in Korneuburg wurde im Dezember 2023 eröffnet und produziert seither selbst Edelmetallbarren. Zuvor ließ der Edelmetallhändler seine Barren beim Schweizer Unternehmen Valcambi herstellen.
Im März 2023 brachte Philoro einen 31,103 Gramm schweren sogenannten Phygital Asset Coin mit einem NFC-Chip namens Crypto Vreneli auf den Markt, der als Goldvreneli und als NFT fungiert. Seit Oktober 2023 kooperiert das Unternehmen mit der Schweizerischen Post um Dienstleistungen außerhalb der Unternehmensstandorte anzubieten.

## Unternehmensstruktur
Philoro ist ein Handelshaus für Gold und andere Edelmetalle sowie Produzent eigener Produkte. Es beschäftigt rund 230 Mitarbeiter und erlöste im Geschäftsjahr 2022 weltweit 1,535 Milliarden Euro. Der Hauptsitz des Unternehmens befindet sich im 9. Wiener Gemeindebezirk Alsergrund in der Währinger Straße 26. Das Unternehmen wird von den geschäftsführenden Gesellschaftern Rudolf Brenner und René Brückler geleitet.
Philoro verfügt über Standorte in Österreich, Deutschland, Schweiz, Liechtenstein, Hongkong und New York.
Die Unternehmensanteile werden wie folgt verteilt:
| Anteil  | Anteilseigner                               |
| ------- | ------------------------------------------- |
| 29,87 % | Rudolf Brenner Holding, Wien                |
| 55 %    | Kultas Beteiligungs GmbH                    |
| 6,34 %  | Wolfgang Kriesen Finanzberatung, Gräfelfing |
| 5,15 %  | Brückler Verwaltungs GmbH, Wien             |
| 3,64 %  | Rudolf Brenner                              |

Am 29. Dezember 2023 wurde bei der österreichischen Bundeswettbewerbsbehörde der Erwerb von 55 % der Anteile an der Philoro Holding GmbH durch die Kultas Beteiligungs GmbH in Wien angemeldet, an der wiederum im Wesentlichen die Brückler Verwaltungs GmbH mit 28,33 % und die Rudolf Brenner Holding GmbH mit 54,22 % beteiligt sind. Auch die Invest Unternehmensbeteiligungs Aktiengesellschaft (Invest AG) aus Linz, der größte Private-Equity-Fonds Österreichs, hat 10,9 % an der Kultas Beteiligungs GmbH erhalten und verfügt über einzelne Mitbestimmungsrechte auch hinsichtlich der Philoro Holding GmbH und ihrer Tochtergesellschaften.

### Tochtergesellschaften
Philoro hat folgende Tochtergesellschaften:
- Philoro Edelmetallhandel AG Liechtenstein[33]
- Philoro Edelmetalle GmbH Deutschland[34]
- Philoro Edelmetalle GmbH Österreich[35]
- Philoro Global Trading AG[36]
- Philoro International Holding AG[37]
- Philoro Melting & Refining GmbH[38]
- Philoro North America AG[39]
- Philoro Schweiz AG[40]
- Philoro Sicherheit und Werttransport GmbH[41]

## Tätigkeitsfelder
Philoro bietet verschiedene Dienstleistungen im Bereich Edelmetallveranlagung an, darunter An- und Verkauf, Lagerung sowie die persönliche Beratung. Es bietet Edelmetallprodukte für Investitions- und Sammlerzwecke in Form von Barren und Anlagemünzen sowie Verwahrungsmöglichkeiten. Für Sammler bietet Philoro zudem eine Auswahl an numismatischen Münzen.
Die Barren von Philoro stammen von LBMA-zertifizierten Herstellern, ferner führt das Unternehmen auch Tafelbarren. Das Unternehmen beliefert Banken und Privatkunden.
Weiterhin vertreibt Philoro sogenanntes Green Gold, das aus einer separaten Wertschöpfungskette stammt, wodurch garantiert werden soll, dass dieses Gold nicht mit Kinderarbeit oder starker Umweltverschmutzung in Verbindung steht.

### Philoro-Goldwerk
Seit 2023 ist Philoro über das Philoro-Goldwerk am Standort Korneuburg in der Produktion von Gold tätig. Das Goldwerk ermöglicht das Recycling von Edelmetallen. Jährlich sollen bis zu 120 Tonnen Gold und 140 Tonnen Silber produziert werden.